# Гаврилов, Александр Константинович
Алекса́ндр Константи́нович Гаври́лов (род. 1941) — российский филолог-классик, переводчик и педагог, доктор исторических наук. Главный научный сотрудник отдела всеобщей истории и член учёного совета Санкт-Петербургского института истории РАН.

## Биография
В 1964 году окончил филологический факультет ЛГУ по классическому отделению. В 1975 году защитил диссертацию на соискание учёной степени кандидата филологических наук на тему «„Плутос“ Аристофана (старое в редакции 388 г. до н. э.)», а в 1995 году — на соискание степени доктора исторических наук на тему «Театр Еврипида и афинское Просвещение: источниковедческое исследование». С 1993 года сотрудничает с Институтом перспективных исследований в Принстоне, а также с его европейскими отделениями. Также является директором-основателем Петербургского Античного кабинета (Bibliotheca classica Petropolitana).
Семидесятилетию А. К. Гаврилова был посвящён юбилейный сборник работ его коллег и учеников «Variante loquella», представляющий собой сдвоенный том журнала Hyperboreus. Название сборника «Variante loquella», взято из Лукреция (Lucr. V, 71-72.) и намекает и на содержание сборника, и на многоязычность ученого.
Лауреат премии Правительства Санкт-Петербурга за выдающиеся научные результаты в области науки и техники в 2022 году, номинация филологические науки — премия имени С. Ф. Ольденбурга. «За выдающийся вклад в изучение российского антиковедения и его связей с западной наукой, изучение рецепции античности в русской культуре и развитие классической филологии». Постановление Правительства Санкт-Петербурга от 20.05.2022 № 434.

## Основные работы
Книги
- Латиноязычные источники по истории Древней Руси. — М.—Л., ч. 1, 1989; ч. 2, 1991 (отв. ред.)
- Петербург в судьбе Генриха Шлимана. — СПб., 2006. — 448 с.
- О филологах и филологии. — СПб., 2010.

Статьи
- Первый встречный в «Плутосе» 1-м Аристофана // Вопросы филологии. Вып. 5. (1976). — Л.: Изд. ЛГУ, 1976. — С. 196—203.
- Λα ἐπιτατικόν (история одной лжеприставки) // Тезисы конференции «Античная балканистика» 3. — М., 1978. — С. 9—10.
- ΛΗΚΥΘΙΟΝ ΑΠΩΛΕΣΕΝ (Arsph.Ran. 1197—1247) и греческая филологическая терминология // Тезисы докладов научной конференции «Историчность и актуальность античной культуры». — Тбилиси, 1980. — С. 51-53.
- Знаменья и действие — мантика в «Ифигении Таврической» Еврипида // Philologia classica. Вып. 2 (Толстовский сборник). — Л., 1982. — С. 88-101.
- Языкознание византийцев // История лингвистических учений. Вып. 3. — Л.: Наука, 1985. — С. 106—156.
- Древнегреческая лексика как объект идеографического описания // Предметно-понятийный словарь древнегреческого языка. Крито-микенский период. — Л., 1986. — С. 3—41.
- Si vis pacem (Arsph.Ach.1018-1068) // ВДИ. — № 2 (1989). — С. 14—28.
- Учёная община сократиков в «Облаках» Аристофана // Некоторые проблемы истории античной науки. Сборник научных работ. — Л., 1989. — С. 62—77.
- С. Я. Лурье и Виламовиц-Меллендорф, У. фон: история заочного сотрудничества // Всеобщая история и история культуры. Петербургский историографический сборник.—  СПб., 2008. — С. 45—67.
- Боровский Я. М. // Двойной портрет. Филологи-классики о филологах-классиках. — М., 2011. — С. 31—39.

Составитель и редактор
- Этюды по античной истории и культуре Северного Причерноморья. — СПб., 1992.